# Silvius Brabo
Silvius Brabo – mityczny rzymski żołnierz, który zasłynął zabiciem olbrzyma zamieszkującego Antwerpię. Historia opowiada, że ów potwór, który nazywał się Druon Antigoon, nakłaniał ludzi do płacenia mu pieniędzy, kiedy ktokolwiek chciał przejść przez most na rzece Scheldt. Jeśli ktoś odważył się mu sprzeciwić, olbrzym odcinał takiemu śmiałkowi dłoń. Dlatego właśnie Brabo po uprzednim zabiciu Druona odciął mu rękę i wrzucił do rzeki.
W Antwerpii przed urzędem miejskim znajduje się rzeźba Silviusa Brabo, z odciętą ręką olbrzyma.

## Enter Shikari
W piosence brytyjskiego zespołu Enter Shikari znajdują się nawiązania do mitycznego bohatera:
[tłumaczenie na polski] 

"Czułem się jak wielki olbrzym, 

Ale teraz zdaje się, że Silvius Brabo odciął mi dłoń

i wrzucił ją do rzeki!

Teraz po prostu robiłem swoje, 

moje stopy grzęzną w korycie rzeki Scheldt

ale teraz moje palce motają się z rybami."

"(...)
Więc jeśli Silvius Brabo zbiera dłonie olbrzymów,

czy przyłączysz się do niego?"